# Universal Soldier
Pour les articles homonymes, voir Universal Soldier (homonymie).
Série Universal Soldier
Universal Soldier : Le Combat absolu
(1999)
Pour plus de détails, voir Fiche technique et Distribution.
Universal Soldier ou Unité spéciale au Québec est un film américain réalisé par Roland Emmerich et sorti en 1992.
Malgré des critiques plutôt négatives, le film réalise de bonnes performances au box-office. Il lance la création d'une franchise et connait plusieurs suites.

## Synopsis
En 1969, durant la guerre du Viêt Nam, deux soldats américains, Luc Deveraux et Andrew Scott, s'entretuent après que le second s'est rendu coupable du meurtre de civils vietnamiens. Près de vingt-cinq ans plus tard, ils deviennent, comme d'autres soldats tués, des UNIversal-SOLdiers : des soldats ramenés à la vie considérablement plus forts et résistants et sans aucune émotion.
Veronica, une journaliste, décide d'enquêter sur ces soldats mais est dès lors considérée comme une menace. Le colonel Perry et les scientifiques du projet ordonnent aux UNI-SOL de l'éliminer, mais Deveraux est resté humain et décide de la défendre. Avec l'aide de Veronica, il entreprend également de connaître son passé. Scott, quant à lui, a vu sa santé mentale décliner et décide de les traquer avec l'aide des autres soldats universels.

## Fiche technique
Sauf indication contraire, les informations mentionnées dans cette section peuvent être confirmées par la base de données cinématographiques IMDb,  présente dans la section « Liens externes ».
- Titre original et français : Universal Soldier
- Titre québécois : Unité spéciale
- Réalisateur : Roland Emmerich
- Scénaristes : Dean Devlin, Christopher Leitch et Richard Rothstein
- Musique : Christopher Franke
- Direction artistique : Nelson Coates et Jeff Wallace
- Décors : Holger Gross et Alexander Carle
- Costumes : Joseph A. Porro
- Photographie : Karl Walter Lindenlaub
- Son : Richard E. Roth, David Chornow
- Montage : Michael J. Duthie
- Producteurs : Craig Baumgarten, Joel B. Michaels et Allen Shapiro

Coproducteur : Oliver Eberle
Producteurs associés : Donald Heitzer et Kamel Krifa
Producteur délégué : Mario Kassar
- Sociétés de production[1] : Carolco Pictures, IndieProd Company Productions, en association avec Centropolis Film Productions
- Sociétés de distribution[1] :  TriStar Pictures,  Columbia TriStar Films
- Budget : 23 millions de dollars[2]
- Pays de production :  États-Unis
- Langue originale : anglais
- Format[3] : couleur (Technicolor) - 35 mm - 2,35:1 (Cinémascope) (Panavision) - son CDS Digital | Dolby stéréo | DTS 5.1 | Dolby Digital
- Genres : science-fiction, action
- Durée : 102 minutes
- Dates de sortie[4] :
  - États-Unis : 10 juillet 1992
  - France : 29 juillet 1992
- Classification[5] :
  -  États-Unis : R – Restricted (Les enfants de moins de 17 ans doivent être accompagnés d'un adulte).
  -  France : Interdit aux moins de 12 ans (visa d'exploitation no 80474 délivré le 6 août 1992)[6]

## Distribution
- Jean-Claude Van Damme (VF : François Leccia) : Luc Deveraux / GR44
- Dolph Lundgren (VF : Hervé Jolly) : Andrew Scott / GR13
- Ally Walker (VF : Marie Vincent) : Veronica
- Ed O'Ross (VF : Daniel Beretta) : le colonel Perry
- Jerry Orbach (VF : Bernard Tixier) : DrChristopher Gregor
- Leon Rippy (VF : Joël Martineau) : Woodward
- Michael Jai White : un soldat
- Tico Wells (en) (VF : Bruno Dubernat) : Garth
- Kristopher Van Varenberg : Luc Deveraux, jeune (non crédité)
- Ralf Moeller : GR73
- Tom Lister, Jr. : GR55
- Robert Trebor : le propriétaire du motel
- Ned Bellamy : un agent du FBI
- Rance Howard : John Deveraux
- Lilyan Chauvin : Mme Deveraux
- Joanne Baron : Brenda
- Allan Graf (en) (VF : Jean Violette) : Hank, le cuisinier

## Production

### Genèse et développement
Le film devait être réalisé par Andrew Davis. Il est remplacé (après un an de préparation) par Roland Emmerich qui a totalement réécrit le scénario trop coûteux intitulé Crystal Knights (Titre de travail), avec Dean Devlin,.

### Attribution des rôles
L'enfant qui incarne Luc Deveraux jeune n'est autre que Kristopher Van Varenberg, le fils de Jean-Claude Van Damme.

### Tournage
Le tournage a lieu du 12 août au 30 octobre 1991 en Arizona : Ashfork, Chloride, Cottonwood, Kingman, Sedona, Prescott ou encore Clarkdale,.

## Accueil

### Accueil critique
Aux États-Unis, le film a reçu un accueil critique mitigé :
- Sur Internet Movie Database, il obtient un score de 6,1⁄10 sur la base de 96 000 critiques[10].
- Sur Metacritic, il obtient un score défavorable de la presse 35⁄100 sur la base de 15 critiques mais un score plutôt favorable du public 7,2⁄10 basé sur 47 évaluations[11].
- Sur l'agrégateur américain Rotten Tomatoes, il a reçu un accueil critique défavorable, recueillant 31 % de critiques positives, avec une moyenne de 4,29⁄10 sur la base de 10 critiques positives et 22 négatives[12].

En France, le film a reçu des critiques défavorables sur Allociné :
- Il obtient une moyenne de 2,1⁄5 sur la base 128 critiques de la part des spectateurs[13].

### Box-office
| Pays ou région            | Box-office        | Date d'arrêt du box-office | Nombre de semaines |
| ------------------------- | ----------------- | -------------------------- | ------------------ |
| États-Unis (1er week-end) | 10 057 084 $      | du 10 au 12 juillet 1992   | -                  |
| États-Unis                | 36 299 898 $      | 9 août 1992                | 5                  |
| France Paris              | 1 538 373 entrées | -                          | -                  |
| Total hors États-Unis     | 59 000 000 $,     | -                          | -                  |
| Total mondial             | 95 299 898 $      | -                          | -                  |

Le film est distribué aux États-Unis dans 1 916 salles la semaine de sa sortie et rapporte plus de 10 millions de $ lors de son premier week-end d'exploitation, ce qui lui vaut d'occuper la deuxième place du box-office derrière Une équipe hors du commun. Il n'est jamais distribué au-delà de 1 925 salles sur le territoire américain et finit son exploitation avec 36,3 millions de $ de recettes. Si le succès commercial aux États-Unis s'avère modeste par rapport à son coût de production (23 millions de $), c'est à l'international que le film fonctionne mieux avec 59 millions de $ de recettes à l'étranger,.
En France, le film prend la première place du box-office la semaine de sa sortie avec près de 500 000 entrées, dont plus de 122 000 entrées à Paris, où il est diffusé dans 42 salles et garde cette place la semaine suivante, avant d'être détrône en troisième semaine par L'Arme fatale 3, tout en ayant dépassé le million d'entrées depuis sa sortie. L'exploitation française de Universal Soldier se termine avec un total de 1,5 million d'entrées.

## Fin alternative
Dans les bonus du DVD du film, on peut découvrir une fin alternative. Elle diffère de la version retenue notamment lorsque Scott tue la mère de Deveraux sous ses yeux, devant la porte de la maison en criant « Toc toc ! ». Après avoir affronté Scott, Luc se fait tirer dessus par son père, armé d'un fusil. C'est alors que le Dr. Christopher Gregor arrive avec ses hommes. Il apprend à Luc que ce ne sont finalement pas ses vrais parents. Luc se fait alors cribler de balles par les hommes. La police arrive ensuite pour arrêter le docteur et ses hommes. Veronica retrouve son équipe et tourne un reportage devant la maison des faux parents de Luc. Mais elle préfère se concentrer sur Luc, qui survit malgré ses blessures. Luc retrouve finalement ses vrais parents dans leur ferme. En voix-off, Veronica explique que Luc n'a pas voulu de traitement et a souhaité vieillir et mourir normalement.

## Autour du film
- Dans Postman de Kevin Costner, des images du Sergent Andrew Scott (Dolph Lundgren) sont projetées sur l'écran géant en plein air. Les militaires mécontents de la programmation jettent des pierres au projectionniste pour changer de film.
- Jean-Claude Van Damme a simulé une fausse bagarre envers Dolph Lundgren pour la promotion du film lors du festival de Cannes 1992 pendant la montée des marches précédant la projection du film The Player de Robert Altman[7]. Le belge a eu l'idée de ce coup de communication dans la limousine qui l'amenait aux marches. Son acolyte n'a été mis au courant qu'après la bagarre.

### Saga
Avant que ne soient tournées des suites avec Jean-Claude Van Damme, sont sortis directement en vidéo et simultanément en 1998 deux téléfilms (pilotes d'une potentielle série télévisée), Universal Soldier 2 : Frères d'armes et Universal Soldier 3 : Ultime vengeance avec les acteurs Matt Battaglia et Jeff Wincott (en) reprenant les rôles de Luc Deveraux et Andrew Scott.
Universal Soldier est la seule franchise pour laquelle Jean-Claude Van Damme a accepté de reprendre plusieurs fois son rôle. Auparavant, il avait refusé les suites de Bloodsport, Kickboxer et Street Fighter.

#### Suites
- Universal Soldier : Le Combat absolu de Mic Rodgers en 1999
- Universal Soldier : Régénération de John Hyams en 2009
- Universal Soldier : Le Jour du jugement de John Hyams en 2012

### Téléfilms
- Universal Soldier 2 : Frères d'armes (Universal Soldier II: Brothers in Arms) (1998) (Jeff Woolnough)
- Universal Soldier 3 : Ultime vengeance (Universal Soldier III: Unfinished Business) (1998) (Jeff Woolnough)

### Jeux vidéo
- Universal Soldier, le jeu vidéo
- Le personnage de Luc Deveraux apparaît en tant que « bro » jouable dans le jeu vidéo Broforce (2015) sous le pseudonyme de Broniversal Soldier. Andrew Scott apparaît quant à lui en tant que boss sous le matricule GR666.